# Programmation des Ardentes
 (septembre 2023).
La mise en forme du texte ne suit pas les recommandations de Wikipédia : il faut le « wikifier ».
Les points d'amélioration suivants sont les cas les plus fréquents. Le détail des points à revoir est peut-être précisé sur la page de discussion.
- Les titres sont pré-formatés par le logiciel. Ils ne sont ni en capitales, ni en gras.
- Le texte ne doit pas être écrit en capitales (les noms de famille non plus), ni en gras, ni en italique, ni en « petit »…
- Le gras n'est utilisé que pour surligner le titre de l'article dans l'introduction, une seule fois.
- L'italique est rarement utilisé : mots en langue étrangère, titres d'œuvres, noms de bateaux, etc.
- Les citations ne sont pas en italique mais en corps de texte normal. Elles sont entourées par des guillemets français : « et ».
- Les listes à puces sont à éviter, des paragraphes rédigés étant largement préférés. Les tableaux sont à réserver à la présentation de données structurées (résultats, etc.).
- Les appels de note de bas de page (petits chiffres en exposant, introduits par l'outil «  Source ») sont à placer entre la fin de phrase et le point final[comme ça].
- Les liens internes (vers d'autres articles de Wikipédia) sont à choisir avec parcimonie. Créez des liens vers des articles approfondissant le sujet. Les termes génériques sans rapport avec le sujet sont à éviter, ainsi que les répétitions de liens vers un même terme.
- Les liens externes sont à placer uniquement dans une section « Liens externes », à la fin de l'article. Ces liens sont à choisir avec parcimonie suivant les règles définies. Si un lien sert de source à l'article, son insertion dans le texte est à faire par les notes de bas de page.
- La présentation des références doit suivre les conventions bibliographiques. Il est recommandé d'utiliser les modèles {{Ouvrage}}, {{Chapitre}}, {{Article}}, {{Lien web}} et/ou {{Bibliographie}}. Le mode d'édition visuel peut mettre en forme automatiquement les références.
- Insérer une infobox (cadre d'informations à droite) n'est pas obligatoire pour parachever la mise en page.

Pour une aide détaillée, merci de consulter Aide:Wikification.
Si vous pensez que ces points ont été résolus, vous pouvez retirer ce bandeau et améliorer la mise en forme d'un autre article.
Pour un article plus général, voir Les Ardentes.
Les programmations des Ardentes sont les listes des groupes ayant participé aux Ardentes, un festival de musique à Liège, en Belgique.

## Line-up par édition

### Années 2000

#### 2006
Première édition les 7, 8 et 9 juillet rassemblant environ 25 000 personnes avec en tête d'affiche Indochine.

##### Premier jour
- Parc : Domgué, Superlux, TTC, Modeselektor, Sven Väth, Black Strobe, The Glimmers.
- FIL : Rockstar, Elektrash, Detroit Grand Pubahs, Juan Atkins, Zombie Nation, Oxia.
- Aquarium : Surfing Leons, Martini Brös, Reinhard Voigt, Toni Rios, Praxyd vs David K.

##### Deuxième jour
- : Experimental Tropic Blues Band, Bob Log III, My Little Cheap Dictaphone, The Young Gods, Hollywood Porn Stars, Wovenhand, Zita Swoon, Echo and the Bunnymen, Magnus.
- FIL : Tout est Joli, Two-Star Hotel, Panico, Moon Invaders, Nervous cabaret, The Toasters, The Herbaliser, Le Peuple de l'Herbe DJ Gulu, Smith & Mighty + Kenny Knots, Pow Pow, Mad Professor+ Omar Perry + Kenny Knots, System D.
- Aquarium : David Borsu, DJ Cam, Kid Loco, Charles Schillings, Bernard Dobbeleer, Phil Kozak.

##### Troisième jour
- Parc : Montevideo, Kill the Young, Été 67, Malibu Stacy, Nada Surf, Indochine.
- : Adrian Bouldt, Melingo, Lo'jo, Venus, Dominique A, CocoRosie, Nits.

#### 2007
Deuxième édition les 5, 6, 7 et 8 juillet rassemblant 43 000 personnes. Les pass 4 jours étaient tous vendus, et la journée du dimanche était à guichets fermés. Ouverture
- : Kris Dane, Joshua, AaRON, Arid, Zita Swoon, Air.

##### Premier jour
- Parc : The G, The Teenagers, Piano Club, Data Rock, Superlux, Vive la Fête, Cassius, DJ Hell, Ellen Allien & Apparat.
- : Mr Magnetik, The Presets, The Hacker, Robert Hood, Olivier Koletzki, Adam beyer, Ricardo Villalobos.
- Aquarium' : Compuphonic, Tékèl, Damian Lazarus, Nathan Fake, Apparat (remplaçant Michael Mayer), Ivan Smagghe.

##### Deuxième jour
- Parc : !!!, Good Shoes, The Blood Arm, Clinic, The Infadels, Ladytron, Ghinzu, Martin Solveig.
- : Seasick, The Datsuns, Absynthe Minded, D.Majiria, X Makeena, Mass Hysteria, JoeyStarr, Spank Rock, Birdy Nam Nam, DJ Krush, Krust + MC Dynamite, System D + MC V.
- Aquarium : The Others, Siskid, Scratch Massive, Data, Joakim Bouaziz, Mr Oizo, Étienne de Crécy.

##### Troisième jour
- Parc : Johnossi, Pleymo, Ultra Orange & Emmanuelle, Daan, Calexico, Olivia Ruiz, Les Rita Mitsouko.
- FIL : Blue Velvet, The Tellers, Bumcello, Cirkus, Mud Flow, Archive, Hooverphonic.

#### 2008
Troisième édition les 10, 11, 12 et 13 juillet rassemblant 56 000 personnes. Les pass 4 jours étaient tous vendus, et la journée du dimanche était à guichets fermés.

##### Premier jour
- Parc : Laurent Garnier, Camille, Yael Naim, Trentemøller, The Dø, Flogging Molly, Auryn.
- HF6 : Cypress Hill, Siouxsie Sioux, Sébastien Tellier, Empyr, Brisa Roché, Arsenal, Victoria Tibblin, Sheeduz.

##### Deuxième jour
- Parc : ABB, MVSC, Cool Kids, Shameboy, Yelle, Soldout, CSS, Booka Shade, Goose, Dr. Lektroluv.
- HF6 : Dj Dan, DJ Pierre, Red Shape, Andrew Weatherall, Dave Clarke, Arnaud Rebotini, Derrick May.
- Aquarium : M.A.N.D.Y., Matthew Dear and Ryan Elliot, Chloe, Apparat, Sascha Funke, Gui Borrato, Michael Mayer, The G vs. Magnetik.

##### Troisième jour
- Parc : Freaky Age, Tim Vanhamel, DeVotchKa, Das Pop, Spiritualized, Dizzee Rascal, The Streets, Groove Armada.
- HF6 : Legoparty, Hollywood Porn Stars, The BellRays, Liars, The Kills, The Mars Volta, Justus Kohncke, Prins Thomas, The Presets, Crookers, The Bloody Beetroots.
- Aquarium : Calvin Harris (remplaçant M.I.A.), Noisia, Dj Food vs. DK, Dj marky & Stamina MC, System D vs. Dj Baz, Puppetmastaz, The Qemists, Dilinja & Lemon D, Sage Francis, NNEKA, King Lee.

##### Quatrième jour
- Parc : Puggy, Saint André, Nicole Willis & The Soul Investigators, Nada Surf, Arno, Dionysos, The Dandy Warhols.
- HF6 : Alain Bashung, Girls in Hawaii, Daniel Darc, The Cinematic Orchestra, Yoav, Monsoon.

#### 2009
Quatrième édition les 9, 10, 11 et 12 juillet rassemblant 57 000 personnes. Elle propose une toute nouvelle formule de logement sur le site du festival : Les Festihuts.

##### Premier jour
- Open Air Park : The Bony King Of Nowhere, Orelsan, Yo Majesty, Herman Düne, Joshua, Emily Loizeau, Thomas Fersen, Emilíana Torrini (remplaçant Lauryn Hill).
- HF6 : Why, Get Well Soon, Alice Russell, Cirkus, Kid Cudi, Metronomy, Mogwai, Grandmaster Flash, Sonar.

##### Deuxième jour
- Open Air Park : The Mash, We Have Band, Sliimy, Madcon, The Rakes, Chk Chk Chk (!!!), Method Man & Redman (remplacant Lil Wayne), Q-Tip,Gossip, Étienne de Crécy.
- HF6 : Labiur, Party Harders Squad, Disko Drunkards, South Central, The Subs, Das Glow, Para One, Bobmo, Surkin, Jean Nipon, Orgamisc.
- Aquarium : Fabrice Lig, Sis, The Field, Paul Kalkbrenner, Danton Eeprom, Miss Kittin & The Hacker, Agoria, Adam Beyer.

##### Troisième jour
- Open Air Park : Airport City Express, Malibu Stacy,The Hickey Underworld, Art Brut, Triggerfinger, Yoav, Peaches, Tricky, Kool Shen, Magnus.
- HF6 : Dan San, Fink, The Dodoz, John & Jehn, Hollywood Porn Stars (remplaçant Stuck in the Sound), The Experimental Tropic Blues Band, IAMX, Amon Tobin, Roni Size & MC Dynamite, Caspa, Skream, Benga.
- Aquarium : Pleasure Machines, Piano Club, Joakim, Aeroplane, DJ Mehdi, Erol Alkan, Mylo, Radioclit, Brodinski.

Quatrième jour
- Open Air Park : Cœur de pirate, Miss Platnum, Gabriella Cilmi, Peter Bjorn and John, The Subways, Cold War Kids, Supergrass,Ghinzu.
- HF6 : Madensuyu, Rodriguez, Mulatu Astatke & The Heliocentrics, Phantom ft. Lio, Alela Diane, Sharko, Julien Doré, Ozark Henry.

### Années 2010

#### 2010
Cinquième édition les 8, 9, 10 et 11 juillet.
Annulation : Drake
Programmation complète.
Jeudi
- Chickfight, White Belt Yellow Tag, FM Belfast, Les Plastiscines, Camélia Jordana, Jamie Lidell, Julian Casablancas, Cypress Hill, Pavement
- HF6 : The Waow, Here We Go Magic, Wave Machines, The Tellers, Broken Social Scene, Crystal Castles, Morcheeba, Missy Elliott

Vendredi
- Skip the Use, Piano Club, Midnight Juggernauts, Audio Bullys, Just Jack, N.E.R.D, Birdy Nam Nam, Tocadisco
- HF6 : The Shoes, The Chap, Villa, Busy P, Thomas Von Party, Matt Walsh, Riton, Zombie Nation, Tiga, Proxy
- Aquarium : Playboy's Bend, Fenech Soler, Crystal Fighters, Pantha du Prince, Matias Aguayo, Matthew Herbert One Club, Ellen Allien, Monika Kruse

Samedi
- Bacon Caravan Creek, Good Shoes, Angus and Julia Stone, The Black Box Revelation, Babyshambles, Charlotte Gainsbourg, Erykah Badu, Ben Harper & Relentless 7
- HF6 : Isbells, Dan San, Tunng, Health, The Fleshtones, Heavy Trash, Nada Surf, Ian Brown, Sound of Stereo, Sebastian, Les Petits Pilous, Don Rimini
- Aquarium : School of Seven Bells, Andi Almqvist, Adam Green, General Elektriks, Yacht, Litfiba, Everlast, Breakage and SP:MC, Hudson Mohawke, Andy C and MC GQ, Sub Focus

Dimanche
- Parc : Sarah Blasko, Lucy Lucy, Jeanne Cherhal, Été 67, Sharon Jones, Gaëtan Roussel, Xavier Rudd, Archive, P.I.L.
- HF6 : Ballroomquartet, Arnaud Fleurent-Didier, Christian Scott, Jose James, Selah Sue, Eiffel, Nouvelle Vague, Heather Nova, Damien Saez

#### 2011
Sixième édition les 7, 8, 9 et 10 juillet rassemblant plus de 70 000 personnes. Les journées de vendredi et du dimanche étaient à guichets fermés, et les pass 4 jours étaient tous vendus. La scène HF6 est installée dans un chapiteau à la suite de l'incendie survenu plus tôt dans l'année aux Halles des Foires de Liège. Une quatrième scène Red Bull Elektropedia est ouverte les vendredi et samedi. Pour célébrer ses cinq ans, le festival propose le camping gratuitement.

##### Premier jour
- Open Air : Sinus Georges, Lilly Wood & The Prick, Dune, Triggerfinger, Ziggy Marley, Selah Sue, Ayọ
- HF6 : Fusty Delights, Braids, Connan Mockasin, Is Tropical, These New Puritans, Cocoon, Stromae, The Human League, Kelis

##### Deuxième jour
- Open Air : Chickfight, Great Mountain Fire, Das Pop, Sum 41, Goose, Wu-Tang Clan, Limp Bizkit
- HF6 : 1995, Lucy Love, Wallifornia Beach, Adrian Lux, Yuksek, Highbloo, The Subs, Dr. Lektroluv, Mumbai Science
- Aquarium : Sierra Sam, Mondkopf, Agoria, Joris Voorn, Technasia, Ben Klock, Art Department, DJ Koze
- Red Bull Elektropedia : Vanishing Point, North Lights, Pleasures Machines, Villa, Mustang, Jack Le Coiffeur

##### Troisième jour
- Open Air : Balthazar, Chapel Club, Carl Barât, The Subways, Kate Nash, Cake, Snoop Dogg
- HF6 : El National Quaterback, Avi Buffalo, Junip, Joan As Police Woman, Asian Dub Foundation, Arno, Sexy Sushi, Kele Okereke, Discodeine, The Jim Jones Revue
- Aquarium : Hoquets, Darkstar, Shackleton, Aks, Hatcha, Jackwob, Gablé, Bikinians, Flux Pavilion
- Red Bull Elektropedia : The Criime, Wetness, Raph, Bad Dancer, Club Cheval, Sound Pellegrino

##### Quatrième jour
- Open Air : King Charles, Guillemots, Suarez, Keziah Jones, Puggy, Ozark Henry, Mika
- HF6 : Zaza Fournier, Sophie Hunger, An Pierlé, Florent Marchet, Staff Benda Bilili, Katerine, Agnes Obel

#### 2012
Le festival accueille 67 000 festivaliers pour sa septième édition du 5 au 8 juillet. La scène HF6 réintègre les Halles des Foires reconstruites aux côtés de la scène Aquarium et Red Bull Elektropedia.
| Scènes   | Jeudi | Vendredi | Samedi | Dimanche |
| -------- | --- | --- | --- | --- |
| Open Air | School is Cool Sallie Ford and the Sound Outside Maverick Sabre (en) Edward Sharpe and the Magnetic Zeros The Ting Tings White Lies Morrissey | BRNS The Hickey Underworld Ed Kowalczyk (en) Far East Movement Balkan Beat Box Marilyn Manson                               | Noa Moon Morning Parade Dan San Joshua Pony Pony Run Run Brigitte JoeyStarr 50 Cent                                                                                         | The Parlotones Gaetan Streel Hollie Cook I Blame Coco Milow Rufus Wainwright M83 Cypress Hill                                                        |
| HF6      | Here We Go Magic Birdpen Shearwater Soko Warpaint Patti Smith Dionysos Caravan Palace                                                         | Kennedy's Bridge Juveniles Great Mountain Fire Twin Shadow Housse de Racket Booka Shade live Madeon The Magician Erol Alkan | Big Moustache Bandits Romano Nervoso Absynthe Minded Jonathan Wilson The Experimental Tropic Blues Band Jon Spencer Blues Explosion Death in Vegas Dub FX Kavinsky Mr. Oizo | Roscoe Frànçois and The Atlas Mountains Sharon Van Etten The Bony King of nowhere Hubert-Félix Thiéfaine Yeasayer Rodrigo y Gabriela and The C.U.B.A |
| Aquarium | | Meek Mill Carbon Airways The Peas Project Theophilus London Mike Skinner (musician) (en) DJ set Beardyman Pretty Lights     | Divine Hippocampe Fou Blake Worrell Rustie True Tiger Joker Rednek | |

Autres artistes : Michael Kiwanuka, Gaz Coombes, Raving George, Kill Frenzy, Eptic, Kastor & Dice, DJ Baz, Glyph, The Offenders, Jerikan, Supreems, DC Salas, Issa Maiga, Matterhorn, The Klaxx

#### 2013
La huitième édition les 11, 12, 13 et 14 juillet accueille 60 000 festivaliers. La scène Aquarium est supprimée pour revenir à trois scènes le Parc, le HF6 et Red Bull Elektropedia.
-M-, dEUS, Mika, Kaiser Chiefs, NAS, Steve Aoki, Arno, Hooverphonic, Lou Doillon, Dada Life, Miguel, BB Brunes, Feed Me, Digitalism, Iamx, Stupeflip, 1995, The Raveonettes, An Pierle, Hanni El Khatib, Disiz, Alex Hepburn, Danakil, Balthazar, DJ Hype, Jacco Gardner, The Heavy, Waka Flocka Flame, Vismets, Superlux, Oxmo Puccino, Soldout, The Maccabees, Eiffel, La Femme, Skip&Die, Aufgang, Figure, Trombone Shorty, MØ, Trixie Whitley, Piano Club, Grems, G Dub feat. Original Sin & Sub Zero, Annix feat. Konichi & Decimal Bass, Bigflo & Oli, Ego Troopers, A Notre Tour feat. Lomepal Caballero La Smala Exodarap, Elvis Black Stars, Lieutenant, Raving George, Locked Groove, FCL feat. San Soda & Red D, A.N.D.Y., Mr. Magnetik, Compact Disk Dummies, Yew, Pale Grey, Junior, Robbing Millions, Two Kids on Holiday, Zenobe & Gaston, Telefunk, Concept Fytra, Mokele, Concept Fytra, Jackin with the Drums.

#### 2014
La neuvième édition du festival bat tous les records avec 76 000 festivaliers du 10 au 13 juillet. Le concert de Stromae se joue devant plus de 20 000 personnes au Parc Astrid. Réclamée par les festivaliers, la scène Aquarium fait son grand retour dans les Halles des Foires.
Artistes présents, :
- Jeudi : Shaka Ponk, Wiz Khalifa, Schoolboy Q, Naughty Boy, Valerie June, La Pegatina (en), Cats On Trees, The Inspector Cluzo, Isaiah Rashad, Old Jazzy Beat Mastazz, Naâman, Mobb Deep, Ulysse
- Vendredi : Placebo, Method Man et Redman, Vitalic, The Horrors, Booka Shade, Giorgio Moroder, Danny Brown, Kid Ink, Claude VonStroke, Agoria, Nathan Fake, Panda Bear, Austra, The Internet, Jimmy Edgar, Coely, S-Crew, Elliphant, Kate Boy (en), Danton Eeprom, Dan le Sac Vs Scroobius Pip (en), Aer, Circa Waves, Mathilde Renault
- Samedi : Stromae, M.I.A., IAM, Rita Ora, Mark Lanegan Band, Caribou, Zeds Dead, Mélanie De Biasio, Timber Timbre, Todd Terje, Joan As Police Woman, Au Revoir Simone, Palma Violets, Julia Holter, MLCD, Earl Sweatshirt, Dope D.O.D, Yellow Claw, Factory Floor (en), Fanfarlo, Madensuyu, The Van Jets (en), Archie Bronson Outfit, The Feather, Les R'Tardataires, The Bots, The Sore Losers (en)
- Dimanche : Massive Attack, Selah Sue, Nneka, Daughter, Ben l'Oncle Soul, Milky Chance, Banks, Cascadeur, Benjamin Clementine, Leaf House, Dev!S

#### 2015
Pour sa dixième édition du 9 au 12 juillet le festival parvient à attirer l'artiste de l'année Kendrick Lamar et une affiche saluée comme la meilleure de l'histoire de l'événement, essentiellement en hip-hop et musiques urbaines. Le festival conforte sa notoriété à l'étranger mais connaît une baisse de fréquentation de son public local avec 64 000 festivaliers.
Kendrick Lamar - Nicki Minaj - Iggy Pop - Paul Weller - The Hives - Charlie Winston - Paul Kalkbrenner - dEUS - ASAP Rocky - Oscar and the Wolf - Cœur de pirate - The Dø - Rae Sremmurd - August Alsina - Flatbush Zombies - Starflam - Freddie Gibbs - Denzel Curry - La Smala - Logic - Stuff - Atomic Spliff - Hesytap Squad - La Roux - De La Soul & Big Band - Bakermat - Bonobo (DJ Set) - Brns - Claptone (Immortal Live) - The Avener - Joke - Temples - Hercules & Love affair - Hanni El Khatib - Baxter Dury - Binkbeats - Lapalux - Lost Frequencies - Mount Kimbie - Nick Mulvey - Criolo - Tom McRae - feu! Chatterton - Paon - Fùgù Mango - Alaska Gold Rush - Gloria Boateng - Benjamin Clementine - Nero (Dj Set) - Flux Pavilion - Rl Grime - The Charlatans - James Vincent Mcmorrow - Clark - Gaz Coombes - The Experimental Tropic Blues Band - Roscoe - Forest Swords - Ben Khan - Paula Temple - Woods - Slow Magic - King Gizzard & The Lizard Wizard - Great Mountain Fire - Icicle Live - Bed Rugs - Elvis Black Stars - Grandgeorge - Konoba - Yoko Syndrome - D'Angelo - Fauve - Metronomy - Balthazar - Black Rebel Motorcycle Club - Tinie Tempah - Nekfeu - Erlend Øye - Mountain Bike - Ratking - Sleaford Mods - Bigflo et Oli - Alice on the Roof - L'Or du commun

#### 2016
6-10 juillet. 

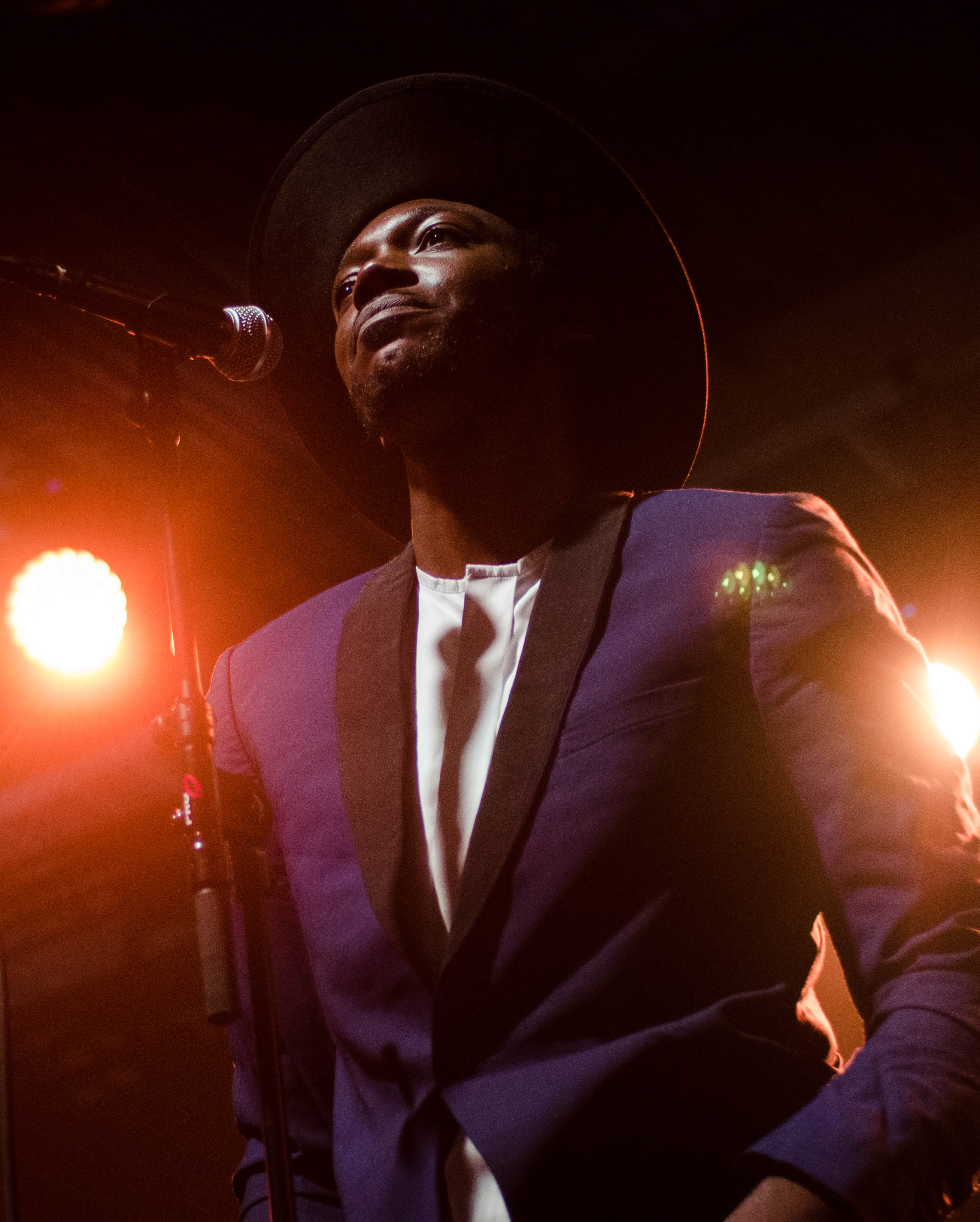
Bajoli aux Ardentes en 2016

Le festival ajoute un cinquième jour et accueille le groupe Indochine, en exclusivité belge, dix ans après le passage du groupe à la première édition. Pharrell Williams est également de retour après sa prestation avec N.E.R.D en 2010. Le festival se positionne comme un des événements majeurs en Europe pour les amateurs de hip-hop et de musiques urbaines. La scène Aquarium est ouverte pour la première fois du jeudi au dimanche. 
Annulations : Young Thug, Mac Miller et Little Simz
Programmation par jour :
- Mercredi : Indochine - Suede - Ibrahim Maalouf - Hyphen Hyphen - Compact Disk Dummies (en) - White
- Jeudi : Mark Ronson (DJ set) - Flying Lotus - Action Bronson - Wilkinson (musician) (en) live - Feu! Chatterton[9] - Thundercat - Andy C & MC Tonn Piper - Yelawolf - Friction & Linguistics - Naâman - PNL - Stuff. – FKJ live – Superpoze live – Thylacine live - Oddisee & Good Compny - Alpha Wann - Georgio - Bagarre - Woodie Smalls - Jameszoo – Soldier's Heart - Naive New Beaters[9]
- Vendredi : 2manydjs live – Christophe - Charles Bradley & His Extraordinaires - Ty Dolla $ign - DJ Shadow - Jurassic 5 – Rone live – Sniper – Worakls Band – Max Cooper Presents « Emergence » Live – Kölsch – Andy Stott live - Vince Staples[10] - Guizmo - Hollywood Porn Stars - Section Boyz[10] - Bajoli - Jazz Cartier (en) - Jahkoy – Noémie Wolfs - Demi Portion – Kennedy's Bridge - Nicolas Michaux - Beffroi
- Samedi : Pharrell Williams[11] - Cat Power - Bigflo & Oli - Caribbean Dandee - Kurt Vile & The Violators - Jungle DJ set - Goat - Alice on the Roof - Synapson - Dan San - Broken Back - Onra live - Son Lux - Scred Connexion - Guts Live Band - Yall – Salute live - Moaning Cities – Caballero & JeanJass - Les R'tardataires - Ulysse - Las Aves
- Dimanche : Nekfeu - Future - Aaron – Lilly Wood & The Prick - Ibeyi - Jose Gonzalez - Tyler The Creator - Casseurs Flowters - Kamasi Washington - Les Innocents - Angel Haze - Snarky Puppy - Black Mountain - Marc Ribot & Young Philadelphians - Mustii - Aprile - Teme Tan - Ocean Wisdom

#### 2017
Cette douzième édition a lieu du 6 au 10 juillet.
Annulation : Tyler, The Creator (remplacé par Young Thug)
Programmation complète :
- Jeudi : Booba - Gucci Mane - Young Thug - Gramatik - Coely - Rüfüs Du Sol - Scylla - Lil Uzi Vert - Trombone Shorty - Soldout - J. Bernardt - Little Big - Jacques - Pone - Pink Oculus - Jez Dior - FaOn FaOn - La Plage - Lomepal[14]
- Vendredi :  Sean Paul - Rae Sremmurd - LP - Henri PFR - Desiigner - Damso - Salut c'est cool - BRNS - Sofiane - Fishbach - Jeremy Loops - Piano Club - Romeo Elvis & The Motel - Mick Jenkins - Tim Dup - ULYSSE - Rive - Lede Markson
- Samedi : Placebo - La Femme - Mac Miller - Tyga - AllttA - Georgio - Warhaus - Caballero & JeanJass - Songhoy Blues - Paradis - The Pirouettes - Gabriel Garzón‐Montano - Kel Assouf - Kenji Minogue - Jacle Bow - Mountain Bike - Old Jazzy Beat Mastazz
- Dimanche : DJ Snake - Julien Doré - Liam Gallagher - Post Malone - Chinese Man - Lucky Chops - Princess Nokia - Tommy Genesis - TaxiWars - Lil Yachty - FùGù Mango - Christian Scott - Aquaserge - Tout Va Bien - Hydrogen Sea - TheColorGrey - Glass Museum

#### 2018
Cette treizième édition a lieu du jeudi 5 au dimanche 9 juillet.

##### Premier jour
Suprême NTM - Damso - Damian 'Jr. Gong' Marley - Caballero & JeanJass + guests "High & Fines Herbes" - Eddy de Pretto - Kalash - Moon Hooch - Playboi Carti - Rilès - Todiefor - Vald - Atomic Spliff - Cabasa - Indocile - Le Motel - Olvo - Pale Grey - R.O. - YellowStraps - Bossa & Nova - Deux13 & Jagan - Grand Master Rai - Haitch - Hemzo la Magouille & Rusty - John Doe - Les Anonymes - Mataya - Nerds - One Nation Crew - Safari + guests - Yung Vamp

##### Deuxième jour
Wiz Khalifa - MC Solaar - 6ix9ine - 6LACK - ASAP Twelvyy - Binker & Moses - Ibeyi - Lil' Kleine - Lord Esperanza - L'Or du Commun - MEUTE - Sevdaliza - Berywam - Blu Samu - Glass Museum - Krisy - Le 77 - STUFF. - Swing - Teme Tan - BSMNT - Détente - Lait de Coco - Meute - Munix vs Détente - One Nation Crew - Slagwerk - Ssaliva -

##### Troisième jour
Orelsan - Bigflo & Oli - Jauz - Lil Pump - Night Lovell - Ninho - Niska - Prime - Omar Souleyman - Chaton - Delv!s - Jimothy Lacoste - Juicy - Lede Markson - Renegade Brass Band - Sopico - Zwangere Guy - Dictam - Dualo + Hyvibe : The Hyvibe Guitar All-Stars - Dualo X Specktr : The Future of Music - Hyperlink ‘Electronic jam session' - IS/ID - Mehbian/Roman Owitch - Ninjato - One Nation Crew - Starfinger

##### Quatrième jour
Massive Attack - Migos - Skepta - Angèle - Lorenzo - Moha La Squale - The Comet Is Coming - The Internet - Thérapie Taxi - ULYSSE - Young Fathers - Alkpote - Azekel - Bhad Bhabie - Gashi - Junglepussy - Run Sofa - Bleeds vs Rumour - DJ Popkatari / DJ Jungle - One Nation Crew - Onmens vs Cocaine Piss - Papy Harder DJ

#### 2019
La quatorzième édition a lieu du jeudi 4 au dimanche 7 juillet 2019. Cette édition est marquée par de nombreuses annulations : le duo PNL est remplacé par Booba, Maes par Di-Meh, Timal par Alkpote. Du côté des rappeurs outre-Atlantique : Kodak Black est remplacé par Rick Ross et Lil Uzi Vert est remplacé par Offset qui va lui aussi être remplacé par Niska, Vald et le DJ Todiefor. Ce dernier performera un DJ Set à la place de Grandmaster Flash, annulé à la surprise de tous le jour-même.

##### Premier jour
- Le Parc : Yseult - Di-Meh - PLK - Aya Nakamura - Juice Wrld - Nekfeu
- Wallifornia Beach : Cordae - Gunna - Rich The Kid - Ninho - Columbine - Snakehips
- Rambla : Kobo - Shayfeen & Madd - Jok'Air - Killy - Marc Rebillet
- Wallifornia Park : Marbre - Johnny Golden - La Clique - Mataya - Moji x Sboy - Jewels

##### Deuxième jour
- Le Parc : Lord & Hardy - Lord Gasmique - Gringe - Aminé - Roméo Elvis - Black Eyed Peas
- Wallifornia Beach : Tawsen - Diddi Trix - Scarlxrd - Hugo TSR - Pusha T - Lacrim - Polo & Pan
- Rambla : Tanaë - Alkpote - Rémy - Cory Henry & the Funkk Apostles - Kikesa - Brodinski
- Wallifornia Park : BSMNT - Phasm - Drea Dury - KID - G.A.N. - YG Pablo

##### Troisième jour
- Le Parc : Safari - Les Anonymes - Indocile & Mr Clasik - Josman - Sofiane - Little Simz - Ski Mask the Slump God - Booba.
- Wallifornia Beach : L'Ordre du Periph - Chilla - Dosseh - Hocus Pocus - Heuss l'Enfoiré - Petit Biscuit
- Rambla : Slim Lessio - Tessa B. - D.A.V - Zola - Saro - Vladimir Cauchemar
- Wallifornia Park : Hyperlink - Cilderloup - Roman Owitch - The Choolers Division - Adrien Rigel - IS/ID - Hugo Freebow

##### Quatrième jour
- Le Parc : 47Ter - Sfera Ebbasta - Rick Ross - Dadju - Lomepal - Vald
- Wallifornia Beach : Glauque - Zed Yun Pavarotti - RK - Koba LaD et Niska - Hamza - Todiefor
- Rambla : Saudade - Kekra - Claire Laffut - Loud - Khea - Blow 3.0
- Wallifornia Park : King Fu - Old Painless - Peuk - Dirk.

### Années 2020

#### 2022
La quinzième édition a lieu du 7 au 10 juillet 2022.

##### Jeudi 7 juillet 2022
- Phoenix : Green Montana - Leto - Soso Maness - Anderson .Paak & The Free Nationals - Sexion d'Assaut
- Big Eye : ElGrandeToto - Niro - Koba LaD - SCH - Megan Thee Stallion
- Da Hood : Miss Angel - Dua Saleh - Larry - Ronisia - Ziak - CHECK Club
- Konbini Forcing Club : Kalika - Bianca Costa - Kobo - Ichon - Dimeh - Youv Dee - Mara
- Wallifornia Stadium : Redfox - R'May - Tarmac Party

##### Vendredi 8 juillet 2022
- Phoenix : Frenetik - Prime - PLK - Damso - Tyler, The Creator
- Big Eye : Slimka - 1PLIKÉ140 - Hatik - Hamza - Djadja & Dinaz
- Da Hood : Tsew The Kid - YG Pablo - ICO - Kaaris & Kalash Criminel - Tayc - Mehdi Maïzi Mouse Party
- Konbini Forcing Club : Bakari - Yanso - Joanna - B.B. Jacques - Deen Burbigo - Lujipeka - Todiefor
- Wallifornia Stadium : Tyana P - Jakbrol - Haitch - Onha - Tarmac Party

#### Samedi 9 juillet 2022
- Phoenix : Guy2bezbar - Tiakola - FERG - Roddy Ricch - PNL
- Big Eye : Rim'K - Jok'Air - Zola - 667 - Ninho
- Da Hood : EDGE -  Moji x Sboy - Luv Resval - Naps - CKay - Fresh
- Konbini Forcing Club : Geeeko - Prince Waly - Bekar - Gotti Maras - Squidji - A2H - Alyona Alyona
- Wallifornia Stadium : 13MINI - Osmoze - Konga - Mona - Safari - Tarmac Party

##### Dimanche 10 juillet 2022
- Phoenix : Fivio Foreign - 47Ter - Burna Boy - A$AP Rocky - Stromae
- Big Eye : Da Uzi - Ashe 22 - Gazo - Freeze Corleone - Orelsan
- Da Hood : La Fève - Lolo Zouaï - Morray - Luidji - Gambi
- Konbini Forcing Club : Absolem - Sheldon - So La Lune - Bu$hi - J9ueve - Captaine Roshi
- Wallifornia Stadium : JNY - Lazza Gio - Ossem - Soumeya - Eesah Yasuke - Supafly Collective

#### 2023
La seizième édition a lieu du 6 au 9 juillet 2023. Cette édition est marquée par l'annulation du dernier jour à cause des prévisions météorologiques, l'IRM prévoyant une forte pluie et de l'orage. Le festival se voit contraint de fermer le matin-même sur ordre de police, le camping est évacué, les infrastructures démontées au plus vite. La météo étant au final plutôt clémente, le camping est finalement ré-ouvert plus tard dans la journée. Cette annulation se fait lors du dimanche, un des deux jours où les tickets furent sold-out, et où étaient prévus de grands noms tels Niska, Booba, DJ Snake, Freeze Corleone, Central Cee ou encore Metro Boomin

##### Jeudi6 juillet 2023
- Phoenix : Ashe 22 - Headie One - Luidji - Hamza - Kendrick Lamar
- Big Eye : Tiacorine - Zkr - Disiz - Soolking - Aya Nakamura
- Da Hood : Glints - Yvnnis - Green Montana - Alonzo - Naza - Vladimir Cauchemar
- Konbini Forcing Club : Annie Adaa - Rowjay - Yellowstraps - Varnish La Piscine - Jwles X Mad Rey - MadeInParis - Khali
- Wallifornia Stadium : Bennytow - Rethno - Lord Gasmique - Théodore - HD La Relève - 1863
- The Flip Side : Rori & Friends DJ Set - Major Mathilde - Assia MK - Mab'Ish
- Mirror Ball : Bona Léa - A Slay - Holy Coco - Urban Ardent Sound System
- Block Party : K4 - Vrsene - Shady & Bryan - Zoey Hasselbank

##### Vendredi 7 juillet 2023
- Phoenix : Le Juiice - Leto et Guy2bezbar - Maes - SCH - Travis Scott
- Big Eye : Favé - Werenoi - Kaaris - Rae Sremmurd - Josman
- Da Hood : Limsa d'Aulnay - Jazzy Bazz (remplacé par EDGE et Esso Luxueux) - menace Santana - Caballero & JeanJass - Omah Lay - Evil Grimace - Von Bikrav
- Konbini Forcing Club : Rad Cartier - thaHomey - 8ruki - Alkpote - Sasso - Waxx & C. Cole et leurs invités : Youv Dee, Chilla, A2H et Sopico - Makala
- Wallifornia Stadium : Maka - H La Drogue - Mairo - Mademoiselle Lou - Sto - Roxane Peyronnenc - Aamo - Stony Stone - Houdi - Géo
- The Flip Side : Mati Drome - Ninette - M I M I - Uniqu3
- Mirror Ball : Mon Colonel - The Girl FJ - Tola Og - Lifeonvenus - Shindeiru Soundsquad
- Block Party : Tatafio - Shiva + Amapioano Dance Classe - Dre Tala - Royal Rumble: Shady and Bryan, Tatafio, Dre Tala, Shiva - Shady & Bryan - Shiva b2b Master Dream

##### Samedi 8 juillet 2023
- Phoenix : Bu$hi - Ice Spice - Djadja & Dinaz - J Balvin - Playboi Carti
- Big Eye : MIG - Lujipeka - Aron - Gazo - Rema
- Da Hood : Rappeuses en Liberté - Franglish - Kerchak - Lous and the Yakuza - Dinos - Bresh
- Konbini Forcing Club : Train Fantome - Absolem - Joysad - Lesram - Rounhaa - Benjamin Epps - Osirus Jack
- Wallifornia Stadium : Deija - Don Fuego - Nups3e - Zonmai - Mona - Martin Vachiery - Mehdi Maïzi Mouse Party
- The Flip Side : Manaré - Rebequita - Andy 4000 - Greg
- Mirror Ball : La Piscine - Marielou - Rrita - Issarthuro - Lejeune Club
- Block Party : Master Dream - Shiva - Shady & Bryan - Carla Genus - Og Drico

##### Dimanche 9 juillet 2023
La journée a été annulée entièrement le jour-même à cause des prévisions météorologiques[réf. nécessaire].

#### 2024
La dix-septième édition a eu lieu du jeudi 11 juillet au dimanche 14 juillet 2024.
Annulation : Morad (remplacé par Carbonne)

##### Jeudi 11 juillet 2024
- Phoenix : Keblack - Werenoi - Josman - Gazo & Tiakola - DJ Snake
- Big Eye : Vacra - Lala &ce - Destroy Lonely - Gunna - Offset
- Da Hood : Limsa - Krisy - Niro - Ziak - Naps - Nico Moreno
- Konbini Forcing Club : Zinée - Danyl - Tuerie - Jeune Mort - Selug & $enar - Prince Waly - Mairo
- Wallifornia Stadium : Nams - Pro League - Deva Muse - Rookie League - Clelia - Tussy - Kappa Hip Hop
- The Flip Side : Ace O B2B Libra Roméa - NC - L4U - Héléna Lauwaert B2B Stanislawa - Otis - Waltur - Swan Meat
- Mirror Ball : Cozie B2B Hodie - Mila Rose - Yunobi - P Nasty - Raiatwinz - Sean Macson - Bon Baiser présente Kélé ! & Decost
- Havana Club Block Party : Decost - Shady & Bryan - Nayth - Shiro - Vrsene - Andy Dlamini + Siba - Noah - RNDZVS

##### Vendredi 12 juillet 2024
- Phoenix : Rim'K - Shay - Niska - Ninho - Doja Cat
- Big Eye : Favé - So La Lune - Sexyy Red - La Fève - 21 Savage
- Da Hood : Dina Ayada - Carbonne - Dystinct - Ronisia - Gradur - Uncle Waffles
- Konbini Forcing Club : Harley - Yanso & Boub'Z - BEN plg - BB Trickz - UZI & Beendo Z - NeS - Winnterzuko
- Wallifornia Stadium : Bleuroise - Pro League - Godson - Drunk Contest - KZCO - Absolem - Kappa Hip Hop
- The Flip Side : She The DJ B2B Unos - Manaré - Marvy Da Pimp - Louise Petrouchka - Kokoprisci - Hey Bony !
- Mirror Ball : Rosie - Tola OG - Roc-J - Rori & Armizy - Geo - Bo Meng - Louis Roméo
- Havana Club Block Party : Issarthuro -  Shady & Bryan - Ekany - Andy Dlamini + Siba - GLS - Kalsovitch - Artem

##### Samedi 13 juillet 2024
- Phoenix : Rsko - Ayra Starr - Zola - Don Toliver - Central Cee
- Big Eye : Bekar - YG Pablo - 13 Block - Freeze Corleone - Hamza
- Da Hood : Peet - H JeuneCrack - Lyonzon - Joé Dwèt Filé - D-Block Europe - Major League DJZ
- Konbini Forcing Club : Norsacce - Fresh La Douille - Slimka - Kalika - Sasso - Lesram - Houdi
- Wallifornia Stadium : Furlax - Kyana - Pro League - Gen - Rookie League - Dau - Achim - Kappa Hip Hop Show
- The Flip Side : Mon Colonel - Haumea - MarieLou - Hybrid Nights DJs - Hangar SoundSystem - Stüm - Panteros666
- Mirror Ball : KPasa - BBFat - NMSS - Koma - Hyalyte - Thomas Defise - Mataya - Honey Golden
- Havana Club Block Party : Shady & Bryan - Young Fresh - Bydone - Shiiva - Dre Tala - Tatafio - Assia MK

##### Dimanche 14 juillet 2024
- Phoenix : B.B. Jacques - SDM - PLK - Booba - Nicki Minaj
- Big Eye : Doums - Jok'air - Fally Ipupa - Zola & Koba LaD - Yeat
- Da Hood : Rappeuses en Liberté - Tif - ElGrandeToto - Leto - Euro 2024 Final - Lacrim
- Konbini Forcing Club : Kay The Prodigy - Infinit' - Tsew The Kid - KIK - Monsieur Nov - Krankk - S.Pri Noir
- Wallifornia Stadium : ADVM - Gapman - Pro League - JRK 19 - Drunk Contest - TH - Nono La Grinta - Kappa Hip Hop Show - Enima - Mouse Party X Mehdi Maïzi
- The Flip Side : Kayla Doll & Sho Gabi - Golden Zebora - Ninette - 22Heures30 - JeunePouce - Ritchie Santos - Kendis
- Mirror Ball : Taylor - Cuurtis - Roxane - Vega - Unc & Phew - Matou
- Havana Club Block Party : Brehm - OG Drico - Shady & Bryan - Armel Bizzman - Heaven Sam - Master Dream

#### 2025
La dix-huitième édition a eu lieu du jeudi 3 juillet au dimanche 6 juillet 2025.
Annulations : Laylow, Werenoi (remplacés par Tif et Bekar), Peso Pluma, 6ix9ine et Trippie Redd.

##### Jeudi 3 juillet 2025
- Phoenix : Soolking - Kaaris - Vald - Damso - David Guetta
- Big Eye : Jolagreen23 - La Mano 1.9 - Green Montana - TIF - Vladimir Cauchemar
- Da Hood : Lazer Dim 700 - Bu$hi - Bouss - Oguz - 999999999
- Dance Hall by Jupiler : Louise Albann - Bao An - Ritchie Santos - Miro - Zoey Hasselbank
- Forcing Club : Achim - Sonny Rave - Théa - VEN1 - Zeu - Genezio
- Havana Club Block Party : Grand Master Rai - Honey Golden - Mataya - Mopao
- 4000 BPM : Urumi - Durdenhauer - Afem Syko - Zorza - 2much - Eargasm God - Creeds

##### Vendredi 4 juillet 2025
- Phoenix : Youssef Swatt's - Gucci Mane - SDM - PartyNextDoor - Gazo
- Big Eye : Guy2Bezbar - Franglish - Sfera Ebbasta - Jok'air - Ken Carson - I Hate Models
- Da Hood : Rappeuses en Liberté - Theodort - Moji x Sboy - La Fouine - Swae Lee - Jersey
- Dance Hall by Jupiler : Whoisinnocent - Halfpipe Records - Matou - Damn Low - Asdek
- Forcing Club : Primero - Merveille - AMK - Jeune Lion - Arma Jackson - Keeqaid - Osirus Jack
- Havana Club Block Party : DJ Flambelle - DJ Sean Macson - Remedy
- 4000 BPM : Sentimental Rave - Soya B2B Azra Tekuma - Pawlowski - Onlynumbers - Basswell - Lessss - Silence ! (Protokseed & Sköne)

##### Samedi 5 juillet 2025
- Phoenix : ZKR - SCH - Gims - Ninho & Niska - Young Thug
- Big Eye : Yorssy - 1PLIKÉ140 - Lil Tecca - Bekar - L2B - Trym
- Da Hood : La Draft - Himra - Zamdane - SahBabii - Key Glock - Apashe
- Dance Hall by Jupiler : Alex Brehm - Jeune Pouce - Atticus - DJ Bea - Martin Vachiery
- Forcing Club : Boub'z - Zequin - Jungle Jack - KLM - L2B - Dimension Bonus
- Havana Club Block Party : Decost - Jetlag
- 4000 BPM : Lolalita - Kompass Traxx - Airod - Cassie Raptor - Evil Grimace - Von Bikräv - Carv - Todiefor

##### Dimanche 6 juillet 2025
- Phoenix : Hatik - Sevdaliza - Tiakola - Hamza - J Balvin
- Big Eye : aupinard - Jungeli - Alonzo - Mustard - Ty Dolla $ign - Tayc
- Da Hood : Enima - Adèle Castillon - Rim'K - Heuss l'Enfoiré - High & Fines Herbes (Caballero & JeanJass) - Latto - Holy Priest
- Dance Hall by Jupiler : Manaré - Blokys - La Dame - Artem - Lauravioli
- Forcing Club : Lil Kitty - HD La Relève - Kay The Prodigy - thaHomey - Stony Stone - DA Uzi - Ebony - Usky - Sublife
- Havana Club Block Party : Taylor - 22heures30 - Roxane Peyronnenc
- 4000 BPM : Marhu - Omaks - Eczodia - Shlømo - Hades - Mandragora

#### 2026
La dix-neuvième édition aura lieu du jeudi 2 juillet au dimanche 5 juillet 2026. Cette édition sera marquée par les 20 ans du festival.